# AGC 224346
AGC 224346 ist eine Galaxie im Sternbild Jungfrau auf der Ekliptik, die schätzungsweise 439 Millionen Lichtjahre von der Milchstraße entfernt ist. 